# Старомодний

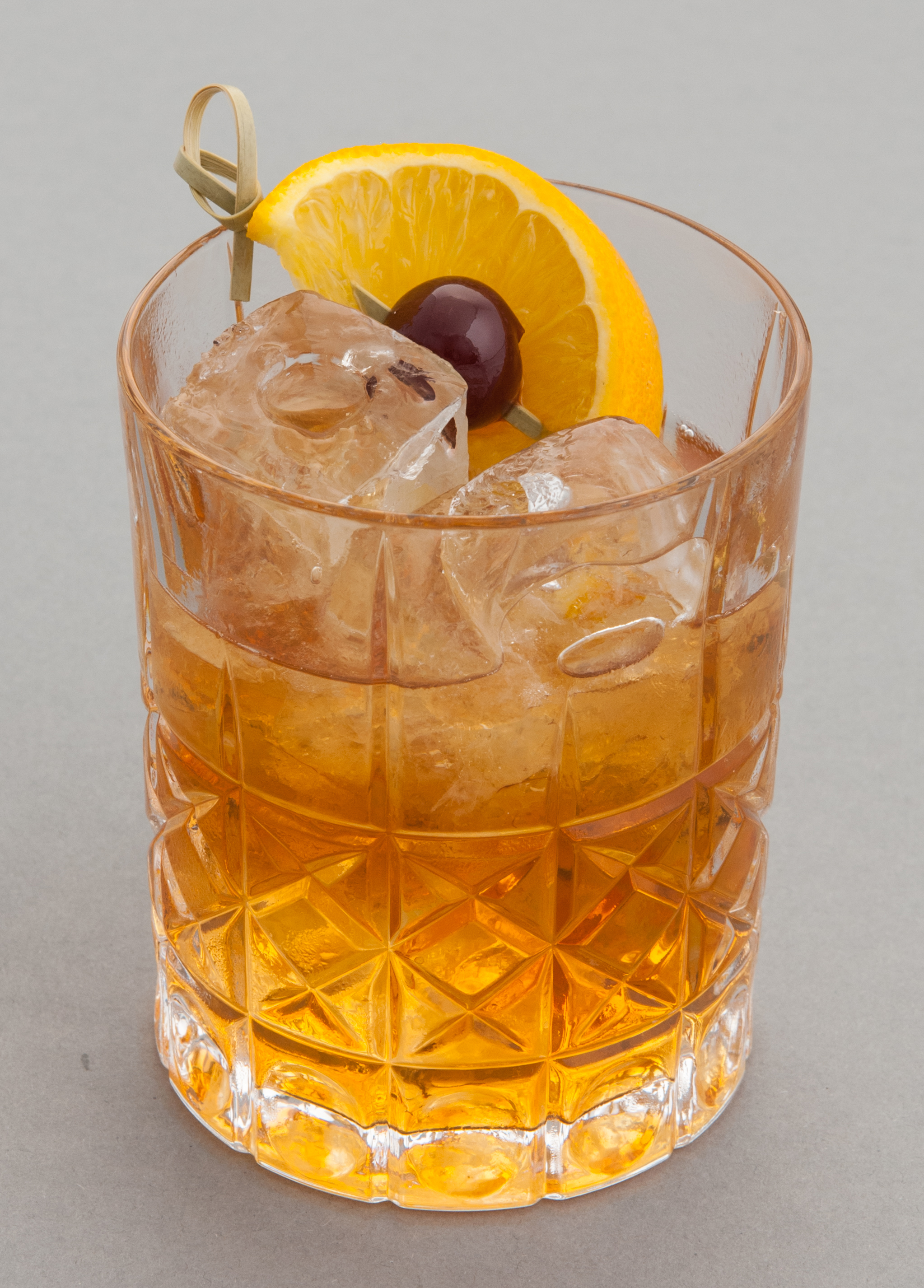
Коктейль «Старомодний»

Коктейль «Старомодний», олд фешен або олд фешн (англ. Old fashioned) — алкогольний коктейль на основі бурбона, скотча або віскі та бітера Ангостура. Класифікується як аперитив. Належить до офіційних напоїв Міжнародної асоціації барменів (IBA), категорія «Незабутні» (англ. Unforgettables).

## Спосіб приготування
Склад коктейлю «Old fashioned»:
- бурбон, скотч або віскі — 45 мл (1,5 oz),
- 1 кубик тростинного цукру,
- бітер Ангостура — 2 деш,[4]
- долити газовану воду.

Склянка «Олд фешен»

Коктейль готується в особливій склянці «олд фешн», яку названо на честь напою. На дно кладеться шматок цукру, додається 2 деш бітеру (це приблизно 20 крапель або два перехиляння пляшки з бітером) та одна барна ложка содової. Все давиться мадлером. Потім додається лід і заливається алкоголь. Келих прикрашають часточкою апельсина і вишнею як гарніром.